# Olly Murs
Oliver Stanley alias "Olly" Murs (n. 14 mai 1984) este un cântăreț, compozitor, prezentator de televiziune și actor britanic. Este cunoscut după ce a terminat pe locul al doilea în al șaselea sezon din The X Factor în anul 2009. În prezent colaborează cu casele de discuri: Epic Records din Marea Britanie, Columbia Records din Statele Unite și Syco Music.

## Cariera muzicală
În noiembrie 2010, Murs și-a lansat albumul de debut, Olly Murs, care a intrat în clasamentul britanic UK Albums Chart, pe locul doi, cu cele mai multe vânzări de albume intr-o săptămână, pentru un album de debut în 2010, cu peste 108.000 de albume vândute. Albumul a continuat să vândă peste 600.000 de exemplare și a fost confirmat cu dublu de platină de către BPI.
În noiembrie 2011, Murs a lansat cel de-al doilea album, "In Case You Did not Know", care a intrat în topuri pe locul numărul 1. În mai 2011, a fost anunțat că Murs se va întoarce la The X Factor pentru co-prezența show-ului, împreună cu Caroline Flack. Autobiografia sa, Happy Days, a făcut public în octombrie 2012. În luna noiembrie 2012, Murs a lansat al treilea album "Right Place Right Time" și alte 6 single-uri.
Pe 16 noiembrie 2014, Murs a lansat cel mai recent single, "Wrapped Up", cu Travie McCoy.
Acesta a fost primul cântec care a fost lansat din noul său album "Never Been Better". Pe 24 noiembrie 2014, a fost urmat de un al doilea single "Up" cu Demi Lovato, care a atins punctul culminant în topul 4. Pe 15 iunie, Murs a lansat al patrulea single " Beautiful to Me ". Pe 16 aprilie 2015, a fost anunțat că Murs va fi reunit cu Flack pentru a-l înlocui pe Dermot O'Leary, ca co-prezentatori ai The X Factor din seria 12-a. Murs a lansat mai târziu al cincilea album de studio, 24 Hrs, care a debutat pe locul 1 pe  UK Albums Chart din Marea Britanie.

## Discografie
| Titlu                                         | Anul | poziția grafică | poziția grafică | poziția grafică | poziția grafică | poziția grafică | poziția grafică | poziția grafică | poziția grafică | poziția grafică | poziția grafică | Lista de certificări pentru înregistrarea muzicii | Album                   |
| Titlu                                         | Anul | UK              | AUS             | AUT             | CAN             | GER             | IRE             | NZ              | SWE             | SWI             | US              | Lista de certificări pentru înregistrarea muzicii | Album                   |
| --------------------------------------------- | ---- | --------------- | --------------- | --------------- | --------------- | --------------- | --------------- | --------------- | --------------- | --------------- | --------------- | --- | ----------------------- |
| "Please Don't Let Me Go"                      | 2010 | 1               | —               | —               | —               | —               | 5               | —               | —               | —               | —               | - BPI: Gold | Olly Murs               |
| "Thinking of Me"                              | 2010 | 4               | —               | —               | —               | —               | 13              | —               | —               | —               | —               | - BPI: Gold | Olly Murs               |
| "Heart on My Sleeve"                          | 2011 | 20              | —               | —               | —               | —               | —               | —               | —               | —               | —               | | Olly Murs               |
| "Busy"                                        | 2011 | 45              | —               | —               | —               | —               | —               | —               | —               | —               | —               | | Olly Murs               |
| "Heart Skips a Beat" (featuring Rizzle Kicks) | 2011 | 1               | 85              | 6               | 91              | 1               | 6               | —               | 60              | 1               | 96              | - BPI: Platinum - IFPI AUT: Gold - BVMI: 3× Gold - IFPI SWI: 2× Platinum                                                                                    | In Case You Didn't Know |
| "Dance with Me Tonight"                       | 2011 | 1               | 62              | 65              | —               | —               | 2               | —               | —               | —               | —               | - BPI: Platinum | In Case You Didn't Know |
| "Oh My Goodness"                              | 2012 | 13              | —               | 27              | —               | 24              | 13              | —               | —               | —               | —               | | In Case You Didn't Know |
| "Troublemaker" (featuring Flo Rida)           | 2012 | 1               | 4               | 3               | 15              | 2               | 2               | 5               | 31              | 8               | 25              | - BPI: Platinum - ARIA: 3× Platinum - IFPI AUT: Gold - MC: 2× Platinum - BVMI: Gold - RMNZ: Platinum - IFPI SWE: Platinum - IFPI SWI: Gold - RIAA: Platinum | Right Place Right Time  |
| "Army of Two"                                 | 2013 | 12              | 19              | 27              | —               | 96              | 18              | 13              | —               | —               | —               | - BPI: Silver - ARIA: Platinum | Right Place Right Time  |
| "Dear Darlin'"                                | 2013 | 5               | 4               | 1               | —               | 2               | 8               | 29              | 38              | 5               | —               | - BPI: Platinum - ARIA: 2× Platinum - IFPI AUT: Gold - BVMI: Platinum - IFPI SWI: Gold                                                                      | Right Place Right Time  |
| "Right Place Right Time"                      | 2013 | 27              | 88              | 65              | —               | 53              | 74              | —               | —               | —               | —               | | Right Place Right Time  |
| "Hand on Heart"                               | 2013 | 25              | 73              | —               | —               | —               | 50              | —               | —               | —               | —               | | Right Place Right Time  |
| "Wrapped Up" (featuring Travie McCoy)         | 2014 | 3               | 15              | 21              | —               | 11              | 7               | —               | 21              | 18              | —               | - BPI: Platinum - ARIA: Gold - IFPI SWE: Platinum | Never Been Better       |
| "Up" (featuring Demi Lovato)                  | 2014 | 4               | 14              | 6               | —               | 17              | 3               | 9               | —               | 28              | —               | - BPI: Platinum - ARIA: 2x Platinum - RMNZ: Platinum - FIMI: Platinum                                                                                       | Never Been Better       |
| "Seasons"                                     | 2015 | 34              | —               | —               | —               | —               | 58              | —               | —               | —               | —               | | Never Been Better       |
| "Beautiful to Me"                             | 2015 | 93              | —               | —               | —               | —               | —               | —               | —               | —               | —               | | Never Been Better       |
| "Kiss Me"                                     | 2015 | 11              | —               | —               | —               | —               | 48              | —               | —               | —               | —               | - BPI: Gold | Never Been Better       |
| "Stevie Knows"                                | 2015 | —               | —               | —               | —               | —               | —               | —               | —               | —               | —               | | Never Been Better       |
| "You Don't Know Love"                         | 2016 | 15              | 77              | 57              | —               | 76              | 54              | —               | 40              | 90              | —               | - BPI: Gold | 24 Hrs                  |
| "Grow Up"                                     | 2016 | 25              | —               | —               | —               | 94              | 48              | —               | —               | —               | —               | | 24 Hrs                  |
| "Years & Years"                               | 2016 | 83              | —               | —               | —               | —               | —               | —               | —               | —               | —               | | 24 Hrs                  |
| "Unpredictable" (cu Louisa Johnson)           | 2017 | 55              | —               | —               | —               | —               | —               | —               | —               | —               | —               | | 24 Hrs                  |

## Viața personală
Murs a locuit împreună cu părinții săi, Vicky și Pete, până în 2012. S-a mutat într-o casă cu 5 dormitoare proprie, în Toot Hill, Essex (Regatul Unit). El este un susținător al Manchester United.
El are de asemenea un frate geamăn, Ben, care a fost înstrăinat din familie în 2009. Murs a declarat la emisiunea Jonathan Ross în martie 2015 că Ben a fost de asemenea înstrăinat de părinții lor și că incidentul a rezultat din faptul că nu a putut să participe la nunta fratelui său din cauza angajamentelor X Factor.
Murs a fost într-o relație cu managerul de proprietate, Francesca Thomas din 2012 până în 2015.